# Dunkelsturmtaucher

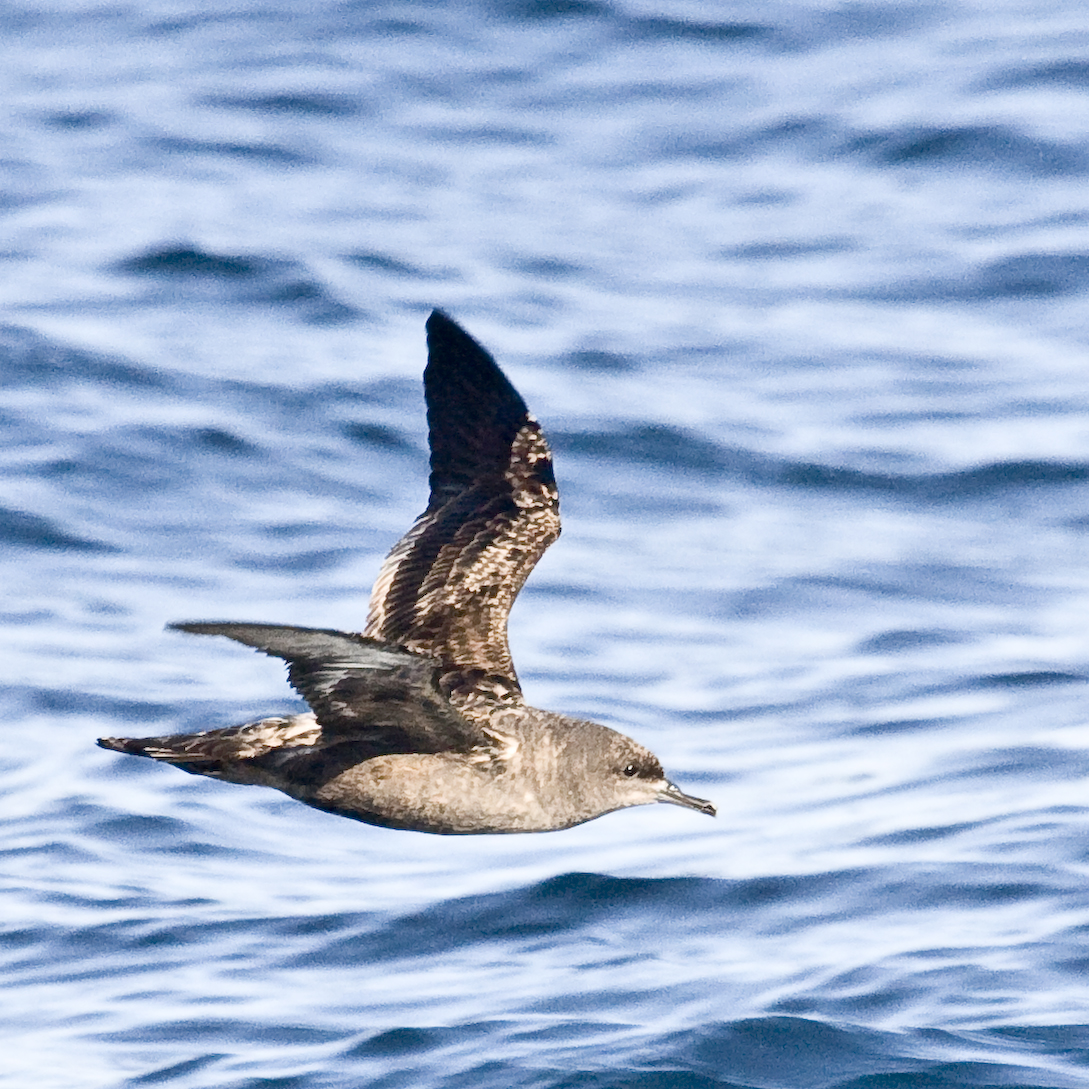
Dunkler Sturmtaucher im Flug

Der Dunkelsturmtaucher oder Dunkle Sturmtaucher (Ardenna grisea; Syn. Puffinus griseus) zählt zur Familie der Sturmvögel. Er ist ein Brutvogel der Südhalbkugel, jedoch ist er an der Nordseeküste ein regelmäßiger Durchzügler, der überwiegend in den Monaten August bis November beobachtet werden kann. Seit den 1970er Jahren nimmt die Zahl der Beobachtungen im Nordseegebiet zu, was auf ein verbessertes Nahrungsangebot durch die Zunahme von Sprotten und eine Veränderung der Verbreitung von Jungheringsschwärmen zurückzuführen sein kann.

## Beschreibung
Dieser Vogel ist 40 bis 50 cm lang und hat eine Flügelspannweite von 95 bis 110 cm. Er hat ein dunkles Federkleid und erscheint bei schlechten Witterungsverhältnissen fast schwarz. Bei Sonnenschein erkennt man die dunkelgraue bis dunkelbraune Färbung und zusätzlich einen silbrigen Rand an der Unterseite der Flügel.
Im Flug neigt er sich wie andere Sturmtaucher ständig von einer Seite zur anderen und führt nur wenige Flügelschläge aus. Mit seiner kraftvollen und geradlinigen Flugweise erinnert der Vogel an einen stark verkleinerten Albatros.

## Verbreitung und Zugverhalten
Die Brutgebiete dieser Art liegen auf kleinen Inseln im südlichen Pazifik und südlichen Atlantik, vor allem rund um Neuseeland, die Falklandinseln und Feuerland. Die Population wird gegenwärtig auf 20 Millionen Tiere geschätzt, doch diese Zahl nimmt deutlich ab.
Der Dunkelsturmtaucher ist ein Zugvogel, der jährlich eine sehr lange zirkuläre Route absolviert. Nach der Brutzeit, die zwischen März und Mai abgeschlossen ist, geht der Zug an der Westseite des Pazifiks bzw. Atlantiks nach Norden. Im Juni oder Juli werden subarktische Gewässer erreicht und der jeweilige Ozean von West nach Ost überquert. Ab September oder Oktober geht es an der Ostseite zurück in die Brutgebiete, die im November erreicht werden.
Allein die atlantische Strecke von den Falklandinseln zum Nordatlantik vor Norwegen beträgt 14.000 Kilometer. Selten konnte der Vogel auch in der Ostsee beobachtet werden. Die Überwinterungsgebiete der neuseeländischen Sturmtaucher liegen bei den Aleuten. 

## Nahrung
Der Dunkelsturmtaucher ernährt sich von Fisch und Tintenfischen und kann bis zu 68 Meter tief tauchen. Meistens wird die Nahrung in den oberen Wasserschichten aufgenommen. Diese Vögel wurden dabei beobachtet, wie sie Wale und Fischereiboote begleiten, um aufgescheuchte Fische zu erbeuten.

## Fortpflanzung
Dieser Vogel brütet in großen Kolonien und baut sein Nest in einem Erdloch, das er nur nachts besucht, um Angriffe großer Möwen zu vermeiden.

## Weiteres
Dieser Vogel wird traditionell von den neuseeländischen Māori gefangen und gegessen. Die Jungvögel werden aus den Nestern genommen, bevor sie flugfähig sind. Zur besseren Lagerung wird das Fleisch oft eingesalzen. Sie kommen mittlerweile gemeinsam mit dem Kurzschnabel-Sturmtaucher als sogenannte tasmanische Jungtauben in Neuseeland auf den Markt. Fangquoten sollen sicherstellen, dass dies ohne Auswirkungen auf den Bestand bleibt.
Der Dunkelsturmtaucher hält den Strecken-Weltrekord unter den Zugvögeln. Ein Exemplar wurde beobachtet, das 64.000 km pro Jahr zurücklegte. Zudem tauchte der Vogel auch in Tiefen von bis zu 68 Metern.

## Unterarten
Die Art gilt als monotypisch.